# Burg (Dithmarschen)
 For alternative betydninger, se Burg. (Se også artikler, som begynder med Burg)
Burg er en by og kommune i det nordlige Tyskland og samtidig administrationssted for Amt Burg-Sankt Michaelisdonn, beliggende under Kreis Dithmarschen. Kreis Dithmarschen ligger i den sydvestlige del af delstaten Slesvig-Holsten.

## Geografi
Burg ligger på grænsen mellem Dithmarscher Geest og Wilstermarsken og er præget af de to forskellige landskaber. Gestdelen er ret bakket og skovbevokset. Højeste punkt er det 65 meter høje Wulffsboom som også kaldes Hamberg. Nedenfor op til 35 meter skråninger fra en tidligere klintkant, støder Wilstermarsch til. Den er flad rig på moser men skovfattig, og ligger delvist under havet overflade. Nord-Ostsee-Kanal passerer gennem landskabet.

### Nabokommuner
Nabokommuner er (med uret fra nord) Brickeln og Hochdonn (begge i Kreis Dithmarschen), Gribbohm, Vaale, Bokhorst (Exklave) og Aebtissinwisch (alle i Kreis Steinburg) samt Buchholz (Kreis Dithmarschen).